# Fran Ivan Zavrnik
Fran Ivan Zavrnik, slovenski veterinar, * 12. november 1888, Zgornja Voličina, † 17. februar 1963, Ljubljana.

## Življenje in delo
Rodil se je kmečkim staršem očetu Ivanu in materi Jožefi (rojena Vogrin). Leta 1914 je doktoriral na dunajski Visoki veterinarski šoli. Do 1921 je služboval na Vranskem, Ptuju in Murski Soboti, ko je bil imenovan za rednega profesorja histologije in embriologije na Visoki veterinarski šoli v Zagrebu; tu je bil med drugim rektor (1921-22) ter ustanovitelj in več kot 20 let predstojnik zavoda za histologijo in embriologijo. Leta 1929 je v Zagrebu ustanovil slovensko Narodno knjižnico in čitalnico, katero je do 1933 tudi vodil. Iz knjižnice se je razvilo društvo Slovenski dom. Med vojno je bil zaprt v ustaškem taborišču Jasenovac (1941-42). Po osvoboditvi je bil povabljen v Ljubljano in tu pomagal organizirati veterinarsko stroko, med drugim je bil prvi direktor Veterinarskega znanstvenega zavoda Slovenije. Leta 1947 je postal redni profesor za anatomijo in fiziologijo na ljubljanski Agronomski fakulteti, ter bil dekan te fakultete (1955-57). Ustanovil in vodil je tudi inštitut za anatomijo, histologijo in embriologijo. V letih 1947−51 je poučeval tudi na Srednji veterinarski šoli v Ljubljani.
Sam ali s sodelavci je raziskoval predvsem celične elemente krvi in hemopoetskih organov, velja za utemeljitelja jugoslovanske hematologije.
Napisal je več skript, 14 znanstvenih člankov, prevedel je 2 strokovni knjigi, objavljal je enciklopedične prispevke in postavil temelje slovenski veterinarski terminologiji. Pionirsko je tudi njegovo delo na področju zgodovine veterinarstva. Leta 1931 je v Zagrebu osnoval in urejal znanstveno glasilo Veterinarski arhiv.
Zavrnik je bil mentor 26 doktorantom, ki so pozeje pomembno vplivali na razvoj jugoslovanskega in slovenskega veterinarstva. Njegova vnukinja je zaslužna profesorica Veterinarske fakultete Univerze v Ljubljani, Azra Pogačnik.